# Bill Baucom
Bill Baucom (5 mai 1910 – 16 mars 1981) est un acteur américain.

## Filmographie
- 1955 : La Belle et le Clochard voix de Trusty (César)
- 1956 : Judge Roy Bean (en) (plusieurs épisodes)
- 1956 : Annie Oakley (1 épisode)
- 1956 : Buffalo Bill, Jr. (en) (1 épisode)
- 1957-1958 : The Life and Legend of Wyatt Earp (en) (plusieurs épisodes)
- 1957-1959 : 26 Men (en) (plusieurs épisodes)
- 1958 : Alfred Hitchcock Presents (1 épisode)
- 1959 : M Squad (1 épisode)
- 1962 : Gunsmoke (1 épisode)